# Morlaix (quận)
Quận Morlaix là một quận của Pháp, nằm ở tỉnh Finistère, trong vùng Bretagne. Quận này có 10 tổng và 60 xã.

## Các đơn vị hành chính

### Các tổng
Các tổng của quận Morlaix là: 
1. Landivisiau
2. Lanmeur
3. Morlaix
4. Plouescat
5. Plouigneau
6. Plouzévédé
7. Saint-Pol-de-Léon
8. Saint-Thégonnec
9. Sizun
10. Taulé

### Các xã
Các xã của quận Morlaix, và mã INSEE là: 
| 1. Bodilis (29010)                      | 2. Botsorhel (29014)                   | 3. Carantec (29023)             |
| 4. Cléder (29030)                       | 5. Commana (29038)                     | 6. Garlan (29059)               |
| 7. Guerlesquin (29067)                  | 8. Guiclan (29068)                     | 9. Guimaëc (29073)              |
| 10. Guimiliau (29074)                   | 11. Henvic (29079)                     | 12. Lampaul-Guimiliau (29097)   |
| 13. Landivisiau (29105)                 | 14. Lanhouarneau (29111)               | 15. Lanmeur (29113)             |
| 16. Lannéanou (29114)                   | 17. Le Cloître-Saint-Thégonnec (29034) | 18. Le Ponthou (29219)          |
| 19. Loc-Eguiner-Saint-Thégonnec (29127) | 20. Locmélar (29131)                   | 21. Locquirec (29133)           |
| 22. Locquénolé (29132)                  | 23. Mespaul (29148)                    | 24. Morlaix (29151)             |
| 25. Pleyber-Christ (29163)              | 26. Plouescat (29185)                  | 27. Plouezoc'h (29186)          |
| 28. Plougar (29187)                     | 29. Plougasnou (29188)                 | 30. Plougonven (29191)          |
| 31. Plougoulm (29192)                   | 32. Plougourvest (29193)               | 33. Plouigneau (29199)          |
| 34. Plounéour-Ménez (29202)             | 35. Plounéventer (29204)               | 36. Plounévez-Lochrist (29206)  |
| 37. Plourin-lès-Morlaix (29207)         | 38. Plouvorn (29210)                   | 39. Plouzévédé (29213)          |
| 40. Plouégat-Guérand (29182)            | 41. Plouégat-Moysan (29183)            | 42. Plouénan (29184)            |
| 43. Roscoff (29239)                     | 44. Saint-Derrien (29244)              | 45. Saint-Jean-du-Doigt (29251) |
| 46. Saint-Martin-des-Champs (29254)     | 47. Saint-Pol-de-Léon (29259)          | 48. Saint-Sauveur (29262)       |
| 49. Saint-Servais (29264)               | 50. Saint-Thégonnec (29266)            | 51. Saint-Vougay (29271)        |
| 52. Sainte-Sève (29265)                 | 53. Santec (29273)                     | 54. Sibiril (29276)             |
| 55. Sizun (29277)                       | 56. Taulé (29279)                      | 57. Tréflaouénan (29285)        |
| 58. Tréflez (29287)                     | 59. Trézilidé (29301)                  | 60. Île-de-Batz (29082)         |